# BCIS
BCISとして知られているビルディング・コスト・インフォメーション・サービス（Building Cost Information Service）は、英国の建設業界向けにコストと価格の情報を提供している媒体。これは、英国王立勅許鑑定士協会で発行。 

## 歴史
BCISは1961年に設立され、専門家に基本の原価情報を提供し、基礎的な要素の活用と原価計画を促進を目的としている。 BCISの「原価分析の標準形式」（SFCA）は、2000年代後半まで業界の主流であり、ほとんど変化してなかった。  2012年に、建設プロセス全体にわたるコスト管理のための「新測定基準」にSFCAの最新版が付随した。 
BCISのアプローチは、現在英国で積算士が採用している最も一般的な原価計算方法である。 